# Muchambet Kuatbek
Muchambet Kuatbek (kaz. Мухамбет Қуатбек; ur: 2 stycznia 1997, zm. 16 marca 2024) – kazachski zapaśnik walczący w stylu wolnym. Siódmy w Pucharze Świata w 2018. Mistrz igrzysk młodzieży w 2014. Trzeci na MŚ kadetów w 2014 roku.